# Gerald Veasley

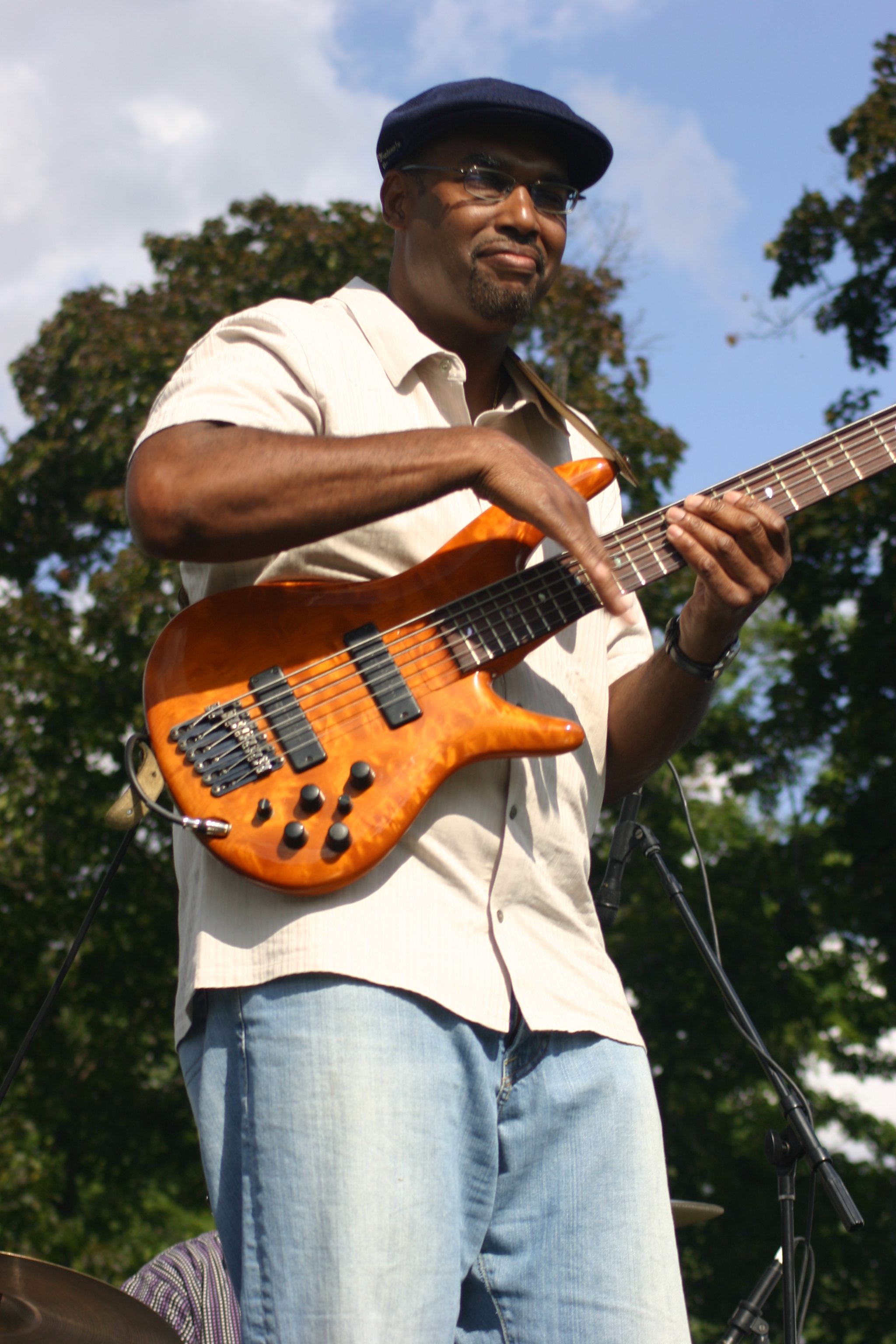
Gerald Veasley

Gerald Veasley (* 28. Juli 1955 in Philadelphia, Pennsylvania) ist ein US-amerikanischer Bassist des Fusionjazz.

## Leben
Veasley, der in Philadelphia aufwuchs und sich mit zwölf Jahren der Bassgitarre zuwendete, spielte als Teenager in R&B-Bands. Nach einem Studium an der University of Pennsylvania arbeitete er mit Odean Pope, Pat Martino und Jaco Pastorius. Gemeinsam mit Cornell Rochester spielte er 1985 das Album One Minute of Love für Gramavision Records ein, für das es zur Zusammenarbeit mit Willie Williams, James Blood Ulmer und mit John Zorn kam. 1986 wurde er Mitglied der Band von Grover Washington Jr.; 1988 wechselte er zum Syndicate von Joe Zawinul, bei dem er bis 1995 blieb. Er nahm mit McCoy Tyner, den Dixie Hummingbirds und John Blake auf und hat viel als Studiomusiker gearbeitet.
Seit 1992 veröffentlichte er Platten unter eigenem Namen. Seine Veröffentlichung Your Move erreichte Platz 12 in den Billboard -Charts für Contemporary Jazzalben.
Veasley leitete auch einen Jazzclub in Reading (Berks County, Pennsylvania) und arbeitete als Moderator beim Smooth-Jazz-Sender WJJZ in Philadelphia. Die Leser des Jazziz Magazine zeichneten ihn als „besten elektrischen Bassisten“ aus.

## Diskografie
- Look Ahead (Heads Up, 1992)
- Signs (Heads Up, 1996)
- Soul Control (Heads Up, 1997)
- Love Letters (Heads Up, 1999)
- On the Fast Track (Heads Up, 2001)
- Velvet (Heads Up, 2003)
- At the Jazz Base! (Heads Up, 2005)
- Your Move (Heads Up, 2008)
- Bill Cole / Gerald Veasley: Still Breathing (s/r, 2019)